# Bukatschiwzi
Bukatschiwzi (ukrainisch Букачівці; russisch Букачёвцы Bukatschjowzy, polnisch Bukaczowce) ist eine in der Westukraine liegende Siedlung städtischen Typs mit etwa 1400 Einwohnern.
Sie liegt am Ufer des Swir, etwa 70 Kilometer nordwestlich der Oblasthauptstadt Iwano-Frankiwsk und 36 Kilometer südwestlich der ehemaligen Rajonshauptstadt Rohatyn.
Am 27. Juli 2018 wurde die Siedlung zum Zentrum der neugegründeten Siedlungsgemeinde Bukatschiwzi (Букачівська селищна громада Bukatschiwska selyschtschna hromada), zu dieser zählen auch noch die 8 Dörfer Bukatschiwska Sloboda (Букачівська Слобода), Kosari, Poswirsch (Посвірж), Schurawenky (Журавеньки), Srub (Зруб), Wyschniw (Вишнів), Wytan (Витань) und Tscherniw, bis dahin bildete sie mit den Dörfern Bukatschiwska Sloboda, Poswirsch und Wytan die gleichnamige Siedlungsratsgemeinde (Букачівська селищна рада/Bukatschiwska selyschtschna rada).
Am 12. Juni 2020 kamen noch 4 weitere umliegende Dörfer zur Siedlungsgemeinde hinzu, gleichzeitig wurde die Siedlung, welche bis dahin im Rajon Rohatyn lag, ein Teil des Rajons Iwano-Frankiwsk.
Folgende Orte sind neben dem Hauptort Bukatschiwzi Teil der Gemeinde:
| Name                     | Name                 | Name                                           | Name                  |
| ukrainisch transkribiert | ukrainisch           | russisch                                       | polnisch              |
| ------------------------ | -------------------- | ---------------------------------------------- | --------------------- |
| Bukatschiwska Sloboda    | Букачівська Слобода  | Букачёвская Слобода (Bukatschjowskaja Sloboda) | Słoboda Bukaczowiecka |
| Kolokolyn                | Колоколин            | Колоколин (Kolokolin)                          | Kołokolin             |
| Kosari                   | Козарі               | Козари                                         | Kozara                |
| Lukowez-Schuriwskyj      | Луковець-Журівський  | Луковец-Журовский (Lukowez-Schurowski)         | Łukowiec Żurowski     |
| Lukowez-Wyschniwskyj     | Луковець-Вишнівський | Луковец-Вишневский (Lukowez-Wischnewskyj)      | Łukowiec Wiszniowski  |
| Poswirsch                | Посвірж              | Посвирж (Poswirsch)                            | Poświerz              |
| Schurawenky              | Журавеньки           | Журавеньки (Schurawenki)                       | Żurawienko            |
| Srub                     | Зруб                 | Зруб                                           | -                     |
| Tschahriw                | Чагрів               | Чагров (Tschagrow)                             | Czahrów               |
| Tscherniw                | Чернів               | Чернев (Tschernew)                             | Czerniów              |
| Wyschniw                 | Вишнів               | Вишнев (Wischnew)                              | Wiszniów              |
| Wytan                    | Витань               | Витань (Witan)                                 | Witań                 |

## Geschichte
Der Ort wurde 1438 zum ersten Mal schriftlich erwähnt, erhielt 1489 das Magdeburger Stadtrecht (1934 wieder aberkannt) und gehörte von 1772 bis 1918 unter seinem polnischen Namen Bukaczowce zum österreichischen Galizien. Nach dem Ende des Ersten Weltkrieges kam der Ort zu Polen und lag hier ab 1921 in der Woiwodschaft Stanislau, Powiat Rohatyn. Mit Beginn des Zweiten Weltkriegs wurde der Ort erst von der Sowjetunion und ab 1941 bis 1944 von Deutschland besetzt, dieses gliederte den Ort in den Distrikt Galizien ein.
1945 kam der Ort wiederum zur Sowjetunion, dort wurde sie Teil der Ukrainischen SSR und ist seit 1991 ein Teil der heutigen Ukraine. Der nunmehr Bukatschjowzy/Bukatschiwzi genannte Ort war zwischen 1940/1945 und 1959 das Zentrum des gleichnamigen Rajons Bukatschiwzi und erhielt während der sowjetischen Zeit 1940 den Status einer Siedlung städtischen Typs verliehen.